# Persone di nome William/Allenatori di calcio
| Questa pagina contiene informazioni ricavate automaticamente dalle voci biografiche con l'ausilio del template Bio e di un bot. L'aggiornamento è periodico e automatico e ricostruisce completamente la pagina. Se manca una persona in questa lista, sei pregato di non aggiungerla, ma accertati piuttosto che la sua voce biografica contenga il template Bio e che i dati anagrafici siano correttamente compilati. Se il template Bio manca, inseriscilo tu stesso o, in alternativa, metti l'avviso {{tmp\|Bio}} che ne segnala la mancanza. Se i dati riportati sono sbagliati, correggi direttamente la voce biografica; le modifiche saranno visibili in questa lista entro pochi giorni. Per chiarimenti vedi il progetto antroponimi. La lista contiene solo le 51 persone che sono citate nell'enciclopedia e per le quali è stato implementato correttamente il template Bio. Pagina aggiornata al 7 mar 2025. |

Questa è una lista di persone presenti nell'enciclopedia che hanno il nome William e sono allenatori di calcio.

## A(3)
- William Aitken, allenatore di calcio scozzese (Peterhead, n. 1894 - Gateshead, † 1973)
- William Ayache, allenatore di calcio e ex calciatore francese (Algeri, n. 1961)
- William Amaral de Andrade, allenatore di calcio e ex calciatore brasiliano (Rio de Janeiro, n. 1967)

## B(4)
- William Barclay, allenatore di calcio irlandese (Dublino, n. 1857 - Liverpool, † 1917)
- Georges Berry, allenatore di calcio e calciatore inglese (Hackney, n. 1904 - Manor Park, † 1972)
- Billy Bingham, allenatore di calcio e calciatore nordirlandese (Belfast, n. 1931 - Southport, † 2022)
- Billy Burnikell, allenatore di calcio e calciatore inglese (Southwick, n. 1910 - † 1980)

## C(3)
- Graham Carr, allenatore di calcio e ex calciatore inglese (Corbridge, n. 1944)
- William Chalmers, allenatore di calcio e calciatore scozzese (Bellshill, n. 1907 - † 1980)
- Billy Cook, allenatore di calcio e calciatore nordirlandese (Coleraine, n. 1909 - Liverpool, † 1992)

## D(5)
- William Danielsen, allenatore di calcio, dirigente sportivo e calciatore norvegese (Stavanger, n. 1915 - Stavanger, † 1989)
- Bill Dearden, allenatore di calcio e ex calciatore inglese (Oldham, n. 1944)
- William Dodgin, Sr., allenatore di calcio e calciatore inglese (Gateshead, n. 1909 - Godalming, † 1999)
- Willie Donachie, allenatore di calcio e ex calciatore scozzese (Glasgow, n. 1951)
- Alan Durban, allenatore di calcio e ex calciatore gallese (Bridgend, n. 1941)

## E(1)
- William Elcoat, allenatore di calcio britannico (Elton, n. 1859 - Stockton-on-Tees, † 1912)

## F(1)
- Willie Fernie, allenatore di calcio e calciatore scozzese (Kinglassie, n. 1928 - Glasgow, † 2011)

## G(2)
- William Gallas, allenatore di calcio e ex calciatore francese (Asnières-sur-Seine, n. 1977)
- William Gibson, allenatore di calcio e calciatore scozzese (Larkhall, n. 1898)

## H(4)
- Billy Hamilton, allenatore di calcio e ex calciatore nordirlandese (Bangor, n. 1957)
- Billy Horner, allenatore di calcio e ex calciatore inglese (Cassop, n. 1942)
- Billy Hunter, allenatore di calcio scozzese (Alva, n. 1885 - New York, † 1937)
- Willie Hunter, allenatore di calcio e calciatore scozzese (Edimburgo, n. 1940 - † 2020)

## J(2)
- Sandy Jardine, allenatore di calcio e calciatore scozzese (Edimburgo, n. 1948 - Edimburgo, † 2014)
- William Jeffrey, allenatore di calcio scozzese (Edimburgo, n. 1892 - New York, † 1966)

## L(1)
- William Lundin, allenatore di calcio e ex calciatore svedese (Gävle, n. 1992)

## M(8)
- Willie Maddren, allenatore di calcio e calciatore inglese (Billingham, n. 1951 - Stockton-on-Tees, † 2000)
- Willie Maley, allenatore di calcio e calciatore scozzese (Newry, n. 1868 - Glasgow, † 1958)
- William Maxwell, allenatore di calcio e calciatore scozzese (Arbroath, n. 1876 - Bristol, † 1940)
- Billy McAdams, allenatore di calcio e ex calciatore nordirlandese (Belfast, n. 1934 - Barrow-in-Furness, † 2002)
- Billy McCullough, allenatore di calcio e ex calciatore nordirlandese (Carrickfergus, n. 1935)
- Billy McKinlay, allenatore di calcio e ex calciatore scozzese (Glasgow, n. 1969)
- Billy Meredith, allenatore di calcio e calciatore gallese (Chirk, n. 1874 - Manchester, † 1958)
- Bill Moore, allenatore di calcio e calciatore inglese (Washington, n. 1913 - Stafford, † 1982)

## O(1)
- Willie Ormond, allenatore di calcio e calciatore scozzese (Falkirk, n. 1927 - † 1984)

## P(2)
- William Pianu, allenatore di calcio e ex calciatore italiano (Torino, n. 1975)
- William Prunier, allenatore di calcio e ex calciatore francese (Montreuil, n. 1967)

## R(3)
- William Raeside, allenatore di calcio scozzese (Paisley, n. 1892 - Old Kilpatrick, † 1964)
- Billy Reid, allenatore di calcio e ex calciatore scozzese (Glasgow, n. 1963)
- Willie Reid, allenatore di calcio e calciatore scozzese (Baillieston, n. 1884 - Baillieston, † 1966)

## S(6)
- Billy Singh, allenatore di calcio figiano
- Billy Smith, allenatore di calcio e calciatore inglese (Tantobie, n. 1895 - Huddersfield, † 1951)
- Billy Stark, allenatore di calcio e ex calciatore scozzese (Glasgow, n. 1956)
- Marcus Stewart, allenatore di calcio e ex calciatore inglese (Bristol, n. 1972)
- William Still, allenatore di calcio belga (Braine-l'Alleud, n. 1992)
- Bill Struth, allenatore di calcio scozzese (Edimburgo, n. 1876 - Glasgow, † 1956)

## T(1)
- William Townley, allenatore di calcio e calciatore inglese (Blackburn, n. 1866 - Blackpool, † 1950)

## V(2)
- William Viali, allenatore di calcio e ex calciatore italiano (Vaprio d'Adda, n. 1974)
- Bill Voisey, allenatore di calcio e calciatore inglese (Isle of Dogs, n. 1891 - † 1964)

## W(2)
- William Waddell, allenatore di calcio e calciatore britannico (Forth, n. 1921 - Glasgow, † 1992)
- William Wilton, allenatore di calcio scozzese (Largs, n. 1865 - Gourock, † 1920)